# Lui (magazine)
Pour les articles homonymes, voir Lui.
Lui est un magazine masculin de charme créé en novembre 1963 par Daniel Filipacchi et Frank Ténot, avec les bénéfices de Salut les copains, dont Anne-Marie Périer est la directrice de la publication pendant de nombreuses années. Très populaire jusqu'au début des années 1980, avec un contenu mêlant articles de fond et femmes dénudées, souvent célèbres, il entame un long déclin qui mène à l'arrêt de la parution en 1994. Passé aux mains du groupe de presse de Michel Birnbaum, après une relance éphémère (1995-1997), il devient pour un temps un magazine pornographique à la diffusion épisodique (2001-2007). Il réapparaît en 2013 sous la direction de Jean-Yves Le Fur et Frédéric Beigbeder. Frédéric Taddeï remplace ce dernier en 2017, et le magazine, devenu trimestriel, cesse de paraître après 2020.

## Luidans le groupe Filipacchi (1963-1994)

### Première série (1963-1987)
L'objectif de l'ex-photographe de Paris Match devenu éditeur de presse (Salut les copains) avec Jazz Magazine racheté à Eddie Barclay était de réaliser un mensuel de charme de qualité, « à la française ». Ce magazine, fortement inspiré de Playboy eut énormément de succès de 1963 au début des années 1980, avec les photographies de nombreuses starlettes françaises dénudées, mais aussi de quelques actrices de premier plan, telles que Brigitte Bardot, Mireille Darc, Jane Birkin ou Marlène Jobert (la première fille à poser en couverture fut Valérie Lagrange dans le premier numéro paru le 1er novembre 1963)) photographiées par Francis Giacobetti, futur réalisateur de Emmanuelle 2. Son slogan était « Lui, le magazine de l'homme moderne ». Toutefois, durant les premières années, les acteurs de la réalisation du magazine devaient jouer d'astuces pour échapper aux pénalités de la censure. Ils pouvaient suggérer que les filles photographiées étaient nues mais pouvoir prouver qu'en réalité elles ne l'étaient pas. De plus, ce magazine pour cadres, agrémenté de femmes nues, provoquait l'ire des militantes féministes.
Le magazine voit aussi la parution d'une bande dessinée de Lauzier : Les Sextraordinaires Aventures de Zizi et Peter Panpan. Dans les premiers collaborateurs, se retrouvent Jean-Louis Bory, René Chateau, Philippe Labro, Francis Dumoulin, Francis Giacobetti, Siné, Michel Mardore, Aslan, Robert Lassalvy, Gilles Sandier, et bien d'autres.
À ses débuts, Lui s'était doté d'une mascotte, une tête de chat, l'équivalent pour le magazine du lapin de Playboy. Elle disparut au début des années 1970.
Le premier âge d'or de la revue coïncida avec l'arrivée au poste de rédacteur en chef de Marcel Duhamel, fondateur de la Série noire. Les pages de charme se firent plus explicites, mais il n'y eut pas d'escalade véritable. Montrer la pilosité pubienne d'une star aux seins nus, dans une revue grand public, passait alors pour audacieux. Marcel Duhamel reprit dans les titres de présentation des pages de charme le type de jeux de mots qu'il utilisait dans le cadre de la Noire (des exemples entre cent : « Marie ravie au lit », « Pascale, une penchée émue », « Bons baisers de Lucie » voire « Maud de Paris » ou « Henriette du Mans »).
Jacques Lanzmann contribua à faire du magazine « osé » (où les filles nues gardaient jambes serrées) un journal aux vulgarités malicieuses, de bonne tenue rédactionnelle.
Vers la fin de cette époque, plusieurs tentatives eurent lieu pour changer la formule de Lui et relancer le titre, efforts qui aboutirent à la seconde série et la parution en deux cahiers à partir de fin 1987. On peut citer le changement du slogan, devenu « Lui, la défonce de l'homme moderne » pour quelques numéros et des apparitions de pilosités pubiennes sur la photo de couverture.
Le dernier numéro de la première série, le numéro 285, fut publié en novembre 1987.

### Contenu
La revue possède alors une rubrique cinéma, d'abord tenue par François Truffaut, puis par Michel Mardore. Des interview atypiques sont réalisées par René Chateau : Sugar Ray Robinson, Alain Delon, Jean-Pierre Melville, Jean-Luc Godard et Jean-Paul Belmondo.
La revue publie également des textes inédits, dont un de Boris Vian, intitulé « le cinéma assassiné » (dans le numéro 11, de novembre 1964) sur la sclérose de la création cinématographique, présenté par Michel Mardore.
Le mensuel, très diffusé, réputé polisson bon chic - bon genre, connut un grand succès au cours des années 1960-70, sous l'égide de Régis Pagniez, directeur artistique et créateur de Salut les Copains, de Jean Demachy et de Jean-Pierre Binchet. Les nus, qui parurent vite fort sages, en raison de l'avènement du porno, étaient réalisés en studio à Paris, rue des Acacias, avec des modèles de l'Agence Catherine Harlé. Ces modèles pouvaient être très jeunes, Anaïs Jeanneret fut Fille du mois à quinze ans.
Le magazine, qui cultivait volontiers le second degré, publiait de longues interviews d'hommes politiques et de personnalités « sérieuses » (Michel Durafour, Valéry Giscard d'Estaing, Michel Rocard…). Il faisait la part belle à la gastronomie et au vin (chroniques de Jacques-Louis Delpal) et publia des photos de chefs et de viticulteurs demeurées célèbres : très mises en scène, en studio à Paris, mais aussi en extérieurs (Alsace, Champagne, Bordeaux et dans le Gers), elles étaient le fait du photographe Francis Giacobetti qui signait ses sujets « charme » d'une quinzaine de pseudonymes différents allant du plus connu, Frank Gitty à Faroum Gorguloff, des pseudonymes utilisant toujours ses initiales FG.
Outre la fille nue en page centrale du magazine (la Fille du mois), il comportait une très populaire pin-up d'Aslan (rubrique Les filles qu'on épingle, traduction libre de pin up).
Le célèbre verbicruciste (à l'époque) Roger La Ferté y proposait chaque mois une grille de mots croisés aux définitions coquines, sous le titre « Les mots croisérotiques ». Exemple de définition : « On y voit la lune dans l'eau », pour le mot « bidet ».
Une autre rubrique, la Défonce du Consommateur de Gisèle Franchomme et Éric Colmet-D'aâge, futur directeur de Photo, présentait chaque mois des objets insolites, originaux et très souvent hors de prix. Le slogan de la rubrique était « Vous avez tout, voici le reste ». Il y eut plusieurs hors-série de Lui consacré à ces objets. C'est aussi dans ce cadre que Francis Dumoulin imagina la Renault Le Car Van, garçonnière roulante dérivée de la Renault 5 et produite (1979 - 1983) à 450 exemplaires par Heuliez.

### Seconde série (1987-1994)
La seconde série fut publiée par le groupe Filipacchi de 1987 à 1994. Elle a vu paraître 69 numéros. Son rédacteur en chef fut Stéphane de Rosnay en 1989, puis Brice Couturier de 1990 à 1992.
Au départ, sa spécificité par rapport à la première série était qu'elle était publiée en deux cahiers, la partie « charme » se trouvant ainsi jusqu'en 1989 dans le second cahier. À partir du numéro 27, Lui revient à un magazine unique et le slogan devient « Le magazine de l'homme civilisé ». La diffusion qui était au début des années 1980 de 350 000 exemplaires tombe à 70 000 exemplaires en 1993. Début 1993, le magazine abandonne la diffusion mensuelle et devient bimestriel. Le groupe Filipacchi arrête la parution en juin 1994,.

### Éditions étrangères
Lui a essaimé des éditions à l'étranger, comme son modèle américain Playboy.
- Édition italienne (1970-1986 ?) - « Il mensile dell'uomo moderno » - a été publié par Alberto Peruzzo Editore.
- Édition américaine (1972-2007) sous le nom de Oui (en) - « For the man of the world » - a été publié par Playboy Enterprises à partir de 1972 comme un concurrent de Penthouse. Son slogan était « Oui, for the man of the world ». Il a ensuite changé de mains en 1981 et est devenu dans les années 2000, comme son inspirateur français durant cette période, une revue pornographique.
- Édition brésilienne (1976- ?).
- Édition allemande (1977–1992) - « Für Männer mit Lebensart ».
- Édition espagnole (1977-1980 ?) - « Revista internacional del hombre moderno » puis « Mucho mas que una revista erotica ».

## Luisous Michel Birnbaum (1995-2006)

### Le Nouveau Lui(1995-1997)
Le titre fut repris de 1995 à 1997 (14 numéros) et baptisé Le Nouveau Lui par Michel Birnbaum, créateur et propriétaire du holding Altinea. L'objectif était de revenir aux fondamentaux de Lui, censé pouvoir rester en évidence dans les foyers, sans effrayer ou choquer les enfants. La couverture du premier numéro était consacrée à Mademoiselle Agnès. Le magazine redevint mensuel et le graphisme historique du titre Lui fut modernisé. C'est dans cette série que pour la première fois, la couverture de Lui fut consacrée à un homme seul, sans modèle féminin l'accompagnant. Cette tentative de relancer Lui fut un échec. Le dernier numéro paraît en février 1997 avec Eva Herzigová en couverture.

### Lui, trimestriel pornographique (2001-2007)
Le magazine est publié à partir de 2001 sous la forme d'un trimestriel à caractère pornographique. Son slogan est « L'Officiel de la photo de charme ». Il est publié par la société 1633 dont le président et unique actionnaire est Michel Birnbaum. Patrick Guérinet fut directeur de la rédaction délocalisée à Marseille jusque 2010. Mais en septembre 2010, avec le départ de Guérinet, la presse de charme de la société 1633 repart à Paris. François de Guillebon prend la direction éditoriale des titres de 1633 en juillet 2010.

## Luisous Jean-Yves Le Fur (2013-2020)
Le titre est racheté par Cape Editions qui le cède à la nouvelle société Lui, dont Jean-Yves Le Fur possède 70 %, Cape Editions 20 % et Frédéric Beigbeder 10 %. Jean-Yves Le Fur avait lancé avec succès DS Magazine et Numéro à la fin des années 1990 et Cape Éditions édite les magazines Grand Prix, Autosport et Ferdinand. Ils veulent en faire un magazine luxueux et international avec un nouveau slogan « Lui, le magazine des hommes qui pensent à elle ». Le premier numéro, tiré à 400 000 exemplaires, est sorti le 5 septembre 2013 avec Léa Seydoux en couverture. Il est dirigé par Frédéric Beigbeder, directeur de la rédaction. La rédaction en chef est d'abord assurée par Yseult Williams , puis par Florence Willaert et Céline Perruche. À partir de mars 2018, Bruno Godard devient le rédacteur en chef. L'épouse de Jean-Yves Le Fur, Małgosia Bela, après être apparue dans une série de photos du premier numéro, fait la couverture du magazine en janvier 2014.
En mars 2017, le magazine passe de mensuel à trimestriel et Frédéric Taddeï succède à Frédéric Beigbeder à sa direction. La dernière édition est le n°47 (ou n°12 du trimestriel) qui date de mars 2020 avec le mannequin Alexandra Agoston en couverture.

## Titre proche antérieur
Un hebdomadaire français avait porté le titre Festival lui, lancé d'abord sous le titre Ciné-révélation, et qui avait été fondé en 1954 ; il disparaît vers 1960.

## Critique
En janvier 2014, le site de l'association de critique des médias Acrimed publie un article critiquant violemment le nouveau magazine Lui, lui reprochant notamment son anti-féminisme « branché ».